# Pont suspendu de Punakha
Le pont suspendu de Punakha, aussi appelé localement pont suspendu de Pho Chhu, est une suspension longue de 300 mètres, située dans la ville de Punakha. Il est le plus long pont suspendu du Bhoutan,.

## Construction et informations
Ce pont se situe au-dessus de la rivière Pho Chhu (en), un affluent de la rivière Mo Chhu,,. 
Bordé de gorges et de montagnes, ce pont étroit est décoré avec des drapeaux colorés de prières présents dans l’ensemble des principaux sites bhoutanais.
Ce pont juxtapose le Dzong de Punakha et la ville de Punakha.
Ce pont est différent des autres ponts du Bhoutan, ce dernier repose sur des câbles ancrés à de gros blocs en ciment qui s’appuient sur les berges de ce pont. La flexibilité de ce pont est bien présente lors de tempêtes ou de vents violents, mais cela reste tout de même raisonnable et ce pont ne balance que légèrement.

## Histoire
Ce pont, perché à environ 30 mètres du sol, est une figure touristique importante à Punakha.
Ce pont a été créé à l’effigie des lamas du Bhoutan qui utilisaient ce pont pour rejoindre le Dzong de Punakha sans avoir à se mouiller. De plus, cette suspension est très importante et fait partie du patrimoine historique et touristique de Punakha,.

## Drapeaux de prières

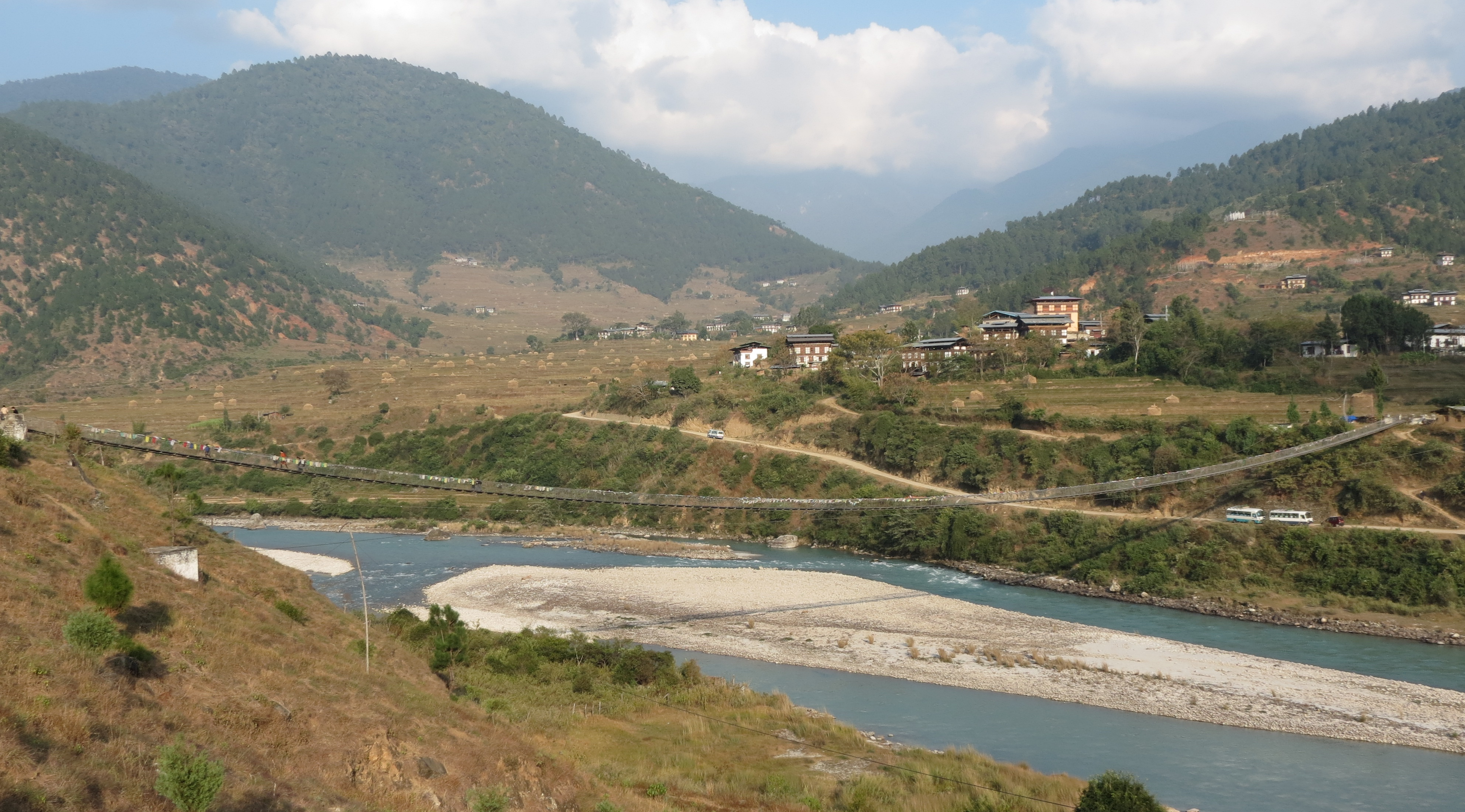
Vue éloignée du pont.

Le moine bouddhiste Thang Tong Gyalpo a construit ce pont qui a précédé l’architecture de plusieurs ponts modernes, il a décidé de le décorer comme tous les sites bouddhistes de l’Himalaya.
Il a donc utilisé les drapeaux de prières qui sont présents sur l'ensemble des côtés de ce pont. Les drapeaux flottent au contact du vent. Chaque couleur de drapeau a une signification : le bleu, représente le ciel, la santé et donc « la méditation » ; le jaune clair, représente la terre, la victoire et donc « la pensée juste » ; le rouge, représente « l'énergie spirituelle » ; le blanc, représente le feu, la réalisation de souhait et donc « la foi sereine » ; la couleur orangée~vert, pour l'eau, la compassion et donc « l'intelligence ».
Ces cinq couleurs représentent également les cinq perles de sagesse du bouddhisme.